# Verwaltungsgemeinschaft Rosseltal
In der Verwaltungsgemeinschaft Rosseltal waren im sachsen-anhaltischen Landkreis Anhalt-Zerbst die Gemeinden Bräsen, Hundeluft, Jeber-Bergfrieden, Mühlstedt, Ragösen, Serno Stackelitz und Thießen zusammengeschlossen. 1. Januar 2003 wurde die Gemeinde Mühlstedt nach Roßlau (Elbe) eingemeindet. Am 1. Januar 2005 wurden die Gemeinden in die Verwaltungsgemeinschaft Coswig (Anhalt) eingegliedert. 